# Hoofdklasse (mannenhandbal) 1963/64
De Hoofdklasse was de hoogste afdeling van het Nederlandse handbal bij de heren op landelijk niveau. In het seizoen 1963/1964 werd Operatie '55 landskampioen.

## Hoofdklasse A

### Teams
| Ploeg             | Plaats    | Provincie     |
| ----------------- | --------- | ------------- |
| Aalsmeer          | Aalsmeer  | Noord-Holland |
| ESCA              | Arnhem    | Gelderland    |
| Niloc             | Amsterdam | Noord-Holland |
| Olympia Groningen | Groningen | Groningen     |
| Olympia Hengelo   | Hengelo   | Overijssel    |
| Swift Arnhem      | Arnhem    | Gelderland    |

### Stand
| Pos | Club              | Wed | Ptn | Opmerking                               |
| --- | ----------------- | --- | --- | --------------------------------------- |
| 1   | Niloc             | 10  | 19  | Beslissingswedstrijd Landskampioenschap |
| 2   | ESCA              | 10  | 16  |                                         |
| 3   | Aalsmeer          | 10  | 12  |                                         |
| 4   | Olympia Hengelo   | 10  | 7   |                                         |
| 5   | Olympia Groningen | 10  | 6   |                                         |
| 6   | Swift Arnhem      | 10  | 0   | Degradatie naar de Districtsklasse      |

## Hoofdklasse B

### Teams
| Ploeg           | Plaats     | Provincie     |
| --------------- | ---------- | ------------- |
| Dynamo          | Ursem      | Noord-Holland |
| EMM             | Middelburg | Zeeland       |
| Hellas          | Den Haag   | Zuid-Holland  |
| Stratum-Meteoor | Eindhoven  | Noord-Brabant |
| Operatie '55    | Den Haag   | Zuid-Holland  |
| Sittardia       | Sittard    | Limburg       |

### Stand
| Pos | Club            | Wed | Ptn | Opmerking                               |
| --- | --------------- | --- | --- | --------------------------------------- |
| 1   | Operatie '55    | 10  | ?   | Beslissingswedstrijd Landskampioenschap |
| 2   | EMM             | 10  | ?   |                                         |
| 3   | Stratum-Meteoor | 10  | ?   |                                         |
| 4   | Sittardia       | 10  | ?   |                                         |
| 5   | Dynamo          | 10  | ?   |                                         |
| 6   | Hellas          | 10  | ?   | Degradatie naar de Districtsklasse      |

## Beslissingswedstrijden
| 23 februari 1964 | Operatie '55 | 21 – 10 | Niloc | Houtrusthal, Den Haag |
| 23 februari 1964 |              |         |       | Houtrusthal, Den Haag |
| 23 februari 1964 |              |         |       | Houtrusthal, Den Haag |

| 2 maart 1964 | Niloc | 17 – 23 | Operatie '55 | Oude RAI, Amsterdam |
| 2 maart 1964 |       |         |              | Oude RAI, Amsterdam |
| 2 maart 1964 |       |         |              | Oude RAI, Amsterdam |

|                        |
| Operatie '55 3de titel |